# Coleophora meridionella
Coleophora meridionella é uma espécie de mariposa do gênero Coleophora pertencente à família Coleophoridae.